# يانراتس

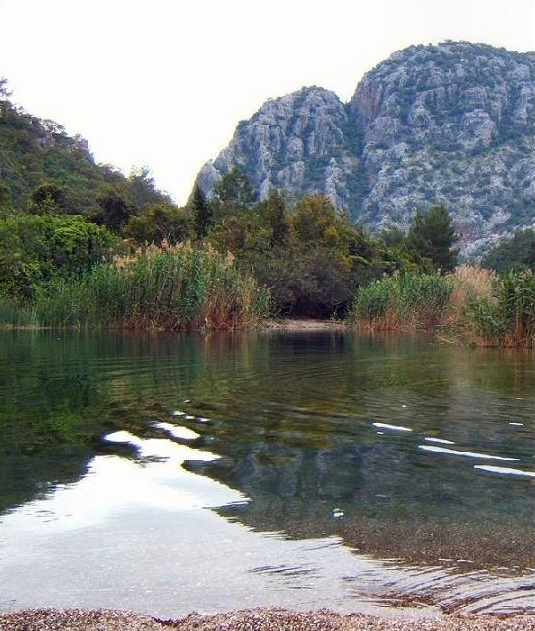
المياه بالقرب من يانراتس

يانراتس (الصخور المستعرة) هو الاسم التركي لأحد المعالم الجغرافية بالقرب من وادي أوليمبوس والحديقة الوطنية في محافظة أنطاليا جنوب غرب تركيا. تقع يانراتس على مسافة 80 كم جنوب غرب أنطاليا بالقرب من مدينة سيرالي. ويعتقد عمومًا أن يانراتس هي جبل كيميارا القديم. وتقع تلك المنطقة على طريق يشتهر بالمتنزهين والمشاة على طريق ليقيا.
إن يانراتس عبارة عن موقع يضم العديد من النيران الصغيرة التي تشتعل باستمرار من فتحات في الصخور على جانب الجبل. ويقع تحت تلك النيران مباشرة بقايا معبد هيفيستوس، وهو الآلة اليوناني الذي ارتبط بالنار من خلال دوره كحداد الآلهة. وحتى يتسنى للزائرين رؤية النيران وبقايا المعبد، عليهم أن يسيروا عبر المدخل على أرجلهم حتى يصلوا إلى الجبل حيث سيدفعون رسم دخول قيمته 4 ليرات تركية. ويقع هذا الموقع على ارتفاع كليو متر. فهي أساسًا عبارة عن درج صخري يمكن الصعود عليه بسهولة. ويزور معظم الناس يانراتس ليلاً حيث تكون النيران أوضح ما يكون. وعليك أن تُحضر معك مشعلاً لترى طريقك بين درجات السلم في الظلام.
وتتجمع تلك النيران في منطقة تبلغ نحو 5000 م2 وهي تتقد بالانبعاثات الغازية التي تحترق منذ ما يقرب من 2500 عام. ومن الواضح أن تلك الانبعاثات تتغير موسميًا: تكون الفتحات واللهب أكثر وضوحًا في فصول الشتاء. وهذا الأمر من السمات العامة لمثل تلك التسربات، حيث يتعادل تدفق الغاز عادة بضغط الغاز المتراكم الناتج عن تجديد الماء الجوفي والتغيرات في الضغط الجوي.
وينبعث غاز الميثان بصورة أساسية من تلك الفتحات (بنسبة 87%). وتتكون النسبة الباقية من هيدروجين (7.5-11%) ونيتروجين (2-4.9 %) وألكانات خفيفة (0.57%) وثنائي أكسيد الكربون (0.01-0.07 %) وهيليوم (80 جزءًا في المليون). وتبين تلك النسب وتركيب النظائر أن هناك خليطًا من مصدرين رئيسيين بنسب متساوية:
- غاز عضوي مولد للحرارة، يرتبط بالنوع الثالث من الكيروجين الذي يوجد في الصخور الرسوبية الغنية بالمواد العضوية التي تكون في الحقبة الأولية والحقبة الوسطى,
- غاز غير عضوي ناتج عن صخور سربنتينيت منخفضة الضغط في طبقة الأوفيوليت في تيكيروفا.

تمثل تلك الفتحات أكبر انبعاث تم اكتشافه على كوكب الأرض حتى الآن لغاز الميثان غير العضوي. ولا يرتبط غاز الميثان بعملية إزالة الغاز في الدثار أو الصهارة، والتي تستبعد أن تكون الظاهرة التي تحدث في يانراتس ناتجة عن أسباب بركانية.
في قديم الزمان كان البحارة يبحرون باستخدام شعل النيران، ولكنها تستخدم اليوم كثيرًا في إعداد الشاي.
عرف سير فرانسيس بيوفورت هذا الموقع عام 1811 بأنه جبل كيميارا القديم، ووصفه تي أيه بي سبرات في كتابه رحلات إلى ليقيا وميلياس وسيبيراتس، بصحبة الراحل القس إي تي دانييل. بدأ فوربيجر عام 1844 الجدال حول العلاقة بين الخرافة والموقع الحقيقي لجبل كيميارا، وكان جورج إي بين يرى أن الاسم كان دخيلاً وانتقل إلى هنا من موقعه الأصلي الواقع بعيدًا إلى الغرب، حسب ما ذكره سترابو، نظرًا لوجود الظاهرة نفسها ووجود النيران.

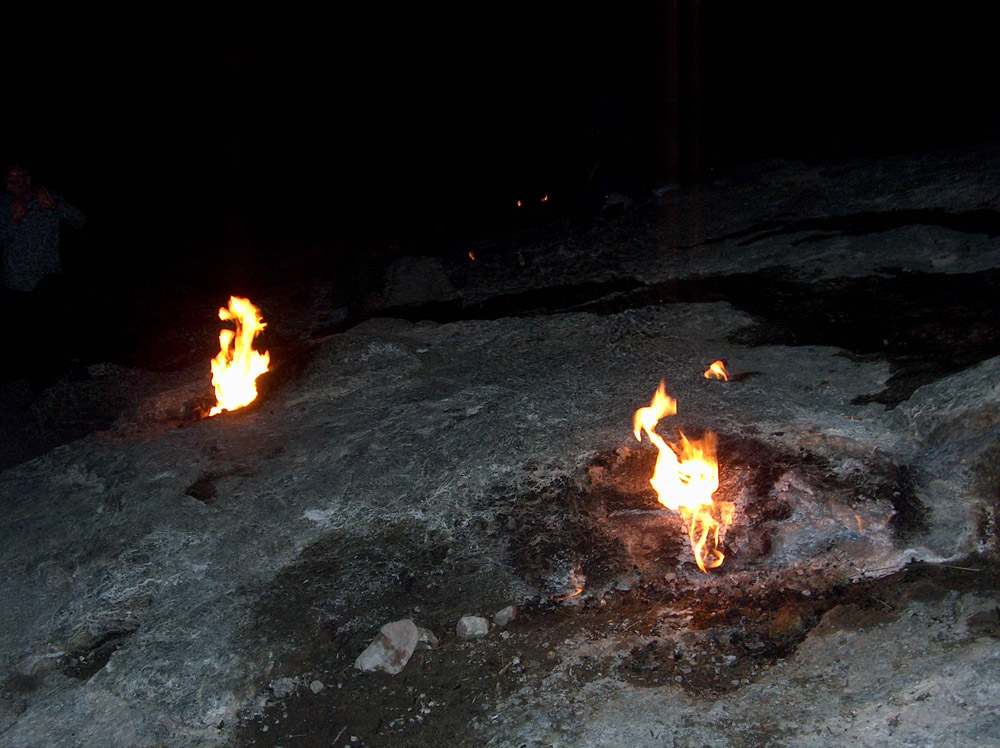
نيران يانراتس ليلاً.

يانراتس هو أيضًا اسم لرواية صدرت عام 1970 للروائي التركي محمد سيدا. ولا ترتبط تلك الرواية بهذا الموقع.

## وصلات خارجية
- Smith's Classical Dictionary
- Pictures of Yanar taş
- Pictures of Chimaira

## كتب
- A.M. Celal Sengör (2003). The Large Wavelength Deformations in the Lithosphere: Materials for a History of the Evolution of Thought from the Earliest Times to Plate Techtonics  p. 310 Endnotes ISBN 0-8137-1196-7. Geological Society of America.
- George E. Bean (1978). Lycian Turkey ISBN 0-510-03205-2. Ernest Benn, لندن.